# Rișca, Hunedoara
Rișca este un sat în comuna Baia de Criș din județul Hunedoara, Transilvania, România.

## Lăcașuri de cult

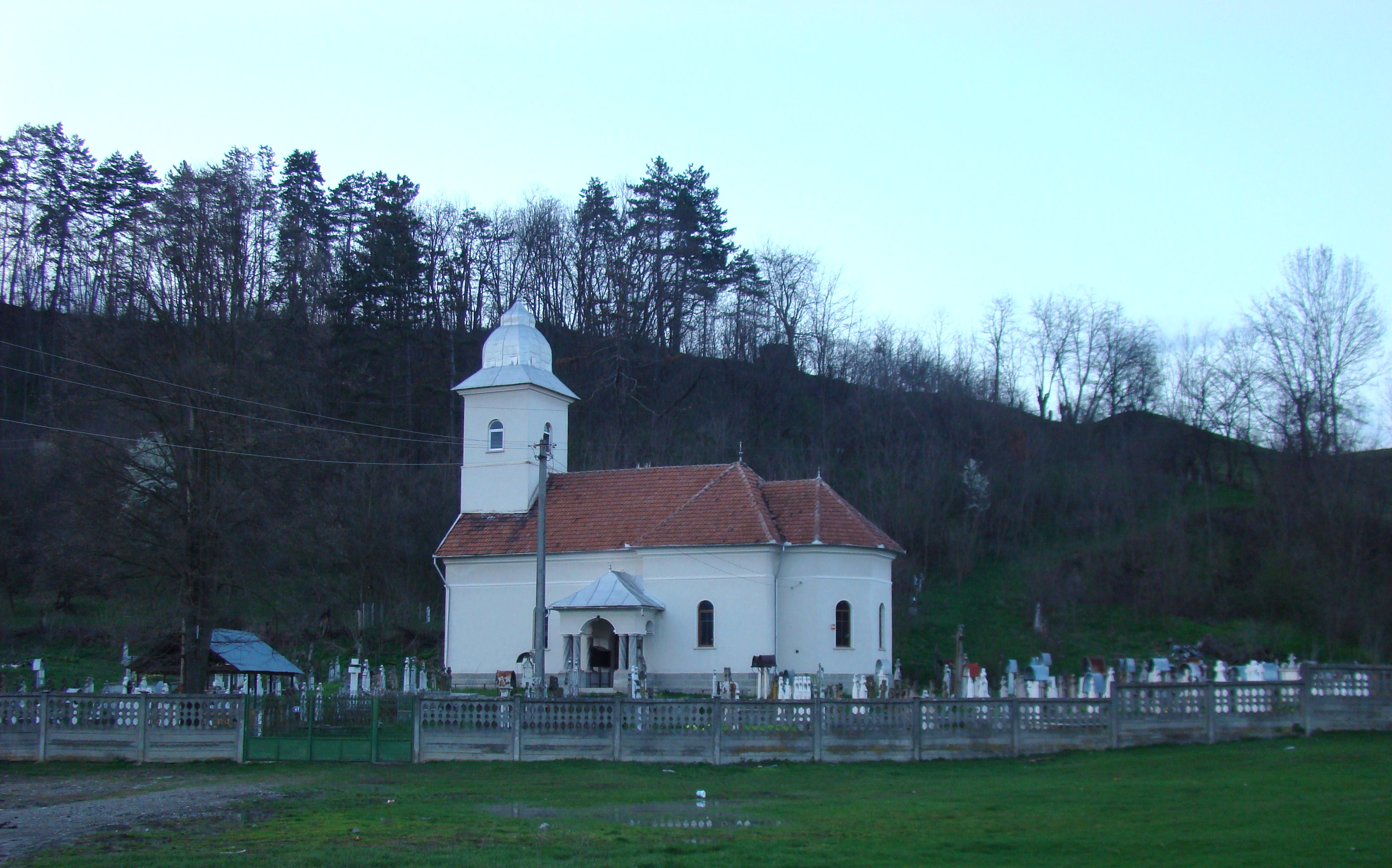
Biserica de zid „Buna Vestire” (1926)

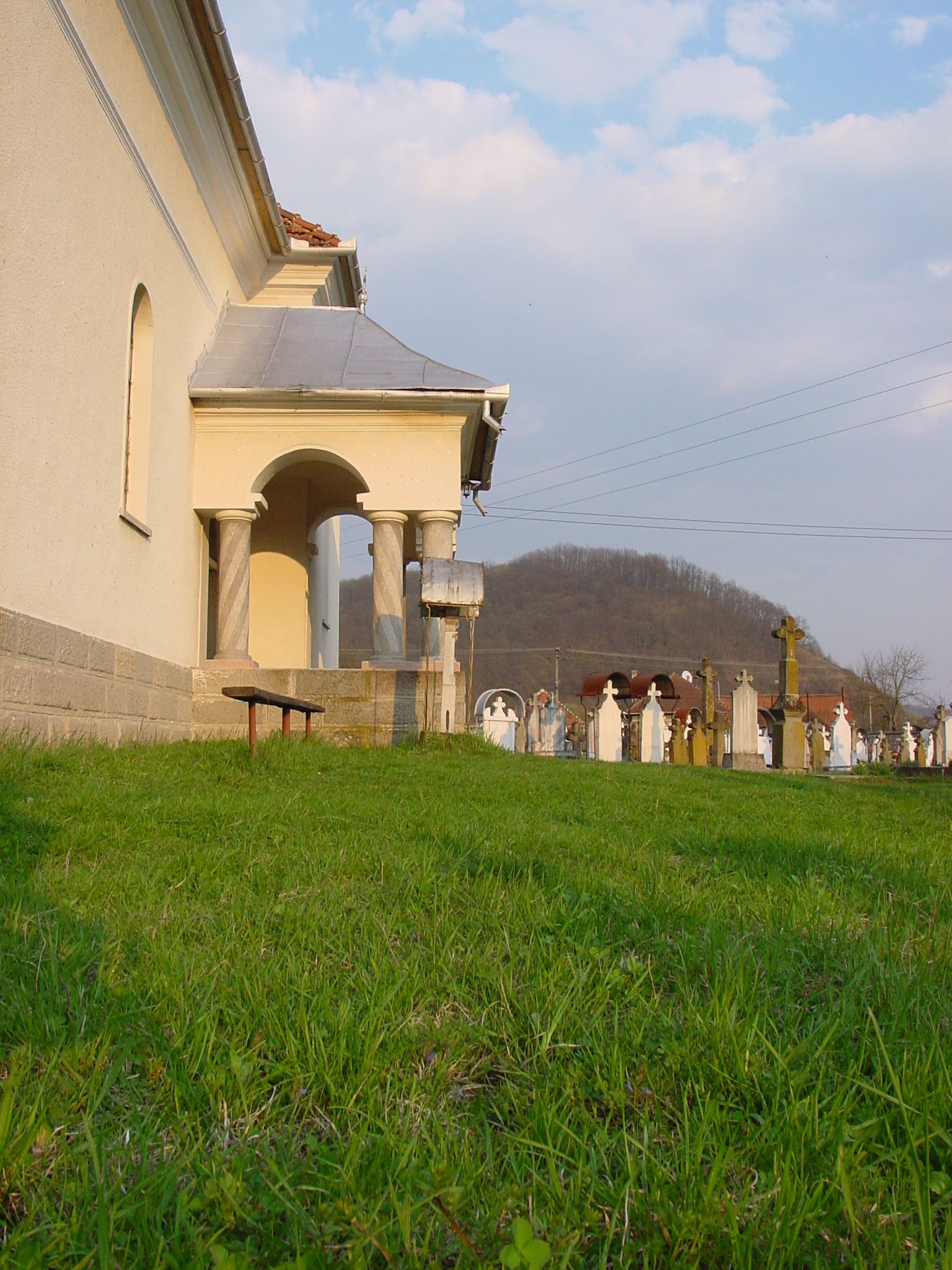
Biserica de zid „Buna Vestire” (pridvorul de pe latura sudică)

Biserica „Buna Vestire” din satul Rișca a fost ridicată între anii 1921 și 1926, în timpul păstoririi preotului Nicolae Florea, sfințirea s-a făcut la 21 noiembrie 1926. Lăcașul, de mari dimensiuni, înfățișează o planimetrie distinctă, cu un altar pentagonal decroșat, un naos dreptunghiular, cu doi umeri laterali rectangulari și o intrare sudică (altă ușă se găsește pe latura vestică), protejată de un pridvor deschis de zid, respectiv un pronaos patrulater, suprapus de un turn-clopotniță scund, cu fleșă bombată, din tablă; la acoperiș s-a folosit țigla. Interiorul a fost decorat iconografic în tehnica tempera, de pictorii Emil și Tiberiu Mihondin din Câmpeni, în cursul amplei reparații din 1967, târnosirea s-a făcut în anul următor.In cimitirul  bisericii, sunt inmormantati, Dr.Nicolae Oncu, fondatorul Bancii Victoria din Arad.  Dr. Nicolae Oncu  a facut studii de drept la Viena si Bruxelles si a fost parlamentar in Parlamentul de la Budapesta. A fost prieten cu Mihai Eminescu, de la care a primit o fotografie din tinerete, prezenta in manualele de literatura. Tot acolo este inmormantat Dr. Nerva Oncu, nepotul de frate al lui Dr. Nicolae Oncu. Dr. Nerva Oncu a fost reprezentant la Adunarea populara de la Alba Iulia si deputat PNT in primele doua parlamente ale Romaniei Mari. In acelasi cimitir, alaturi de Dr. Nicolae Oncu sunt inmormantati, nepoata lui, Victoria Riscutia si sotul ei, Petru Riscutia, reprezentant al Plasei Baia de Cris la Adunarea Populara de la Alba Iulia. 
. 

## Galerie de imagini

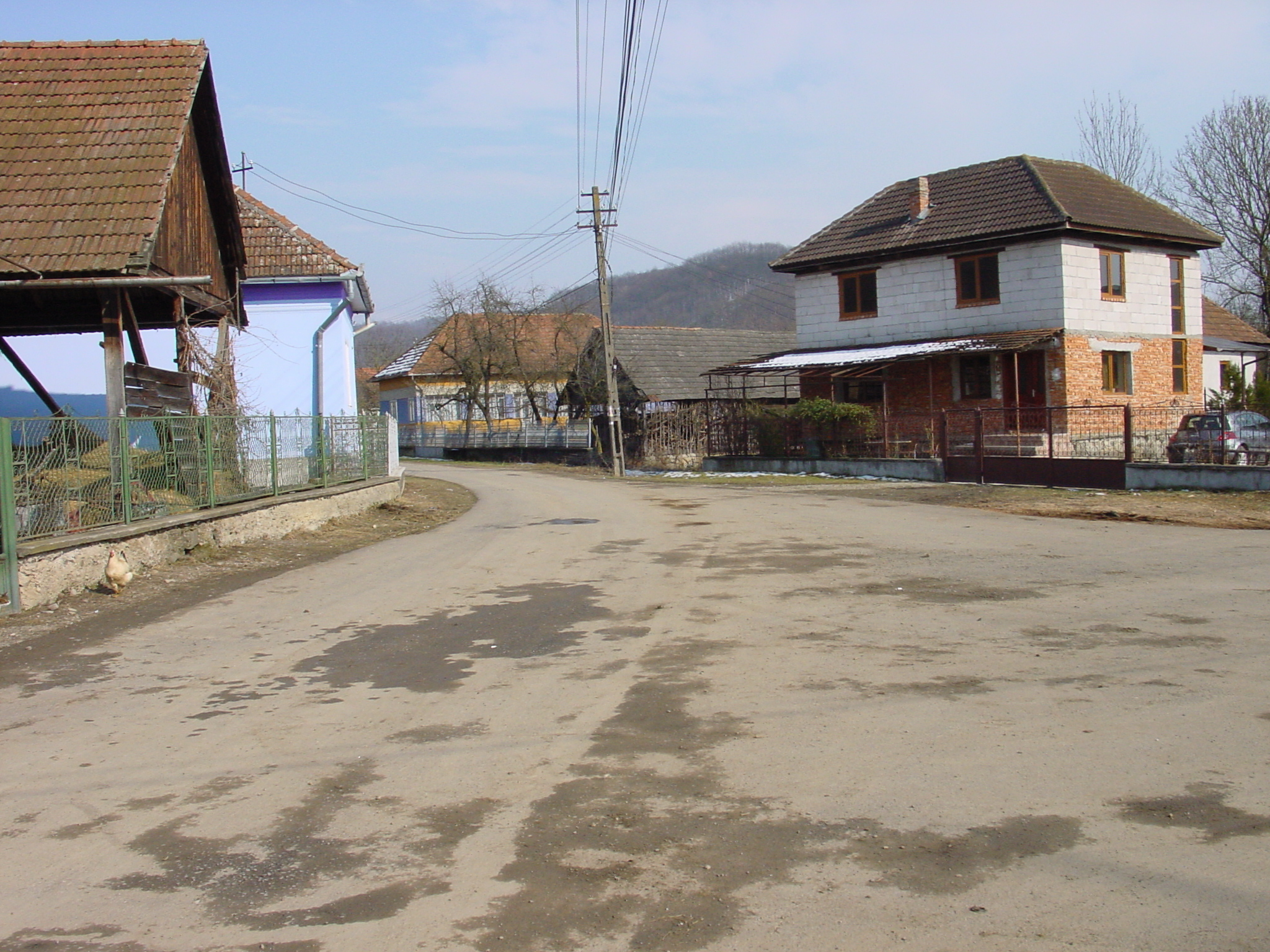
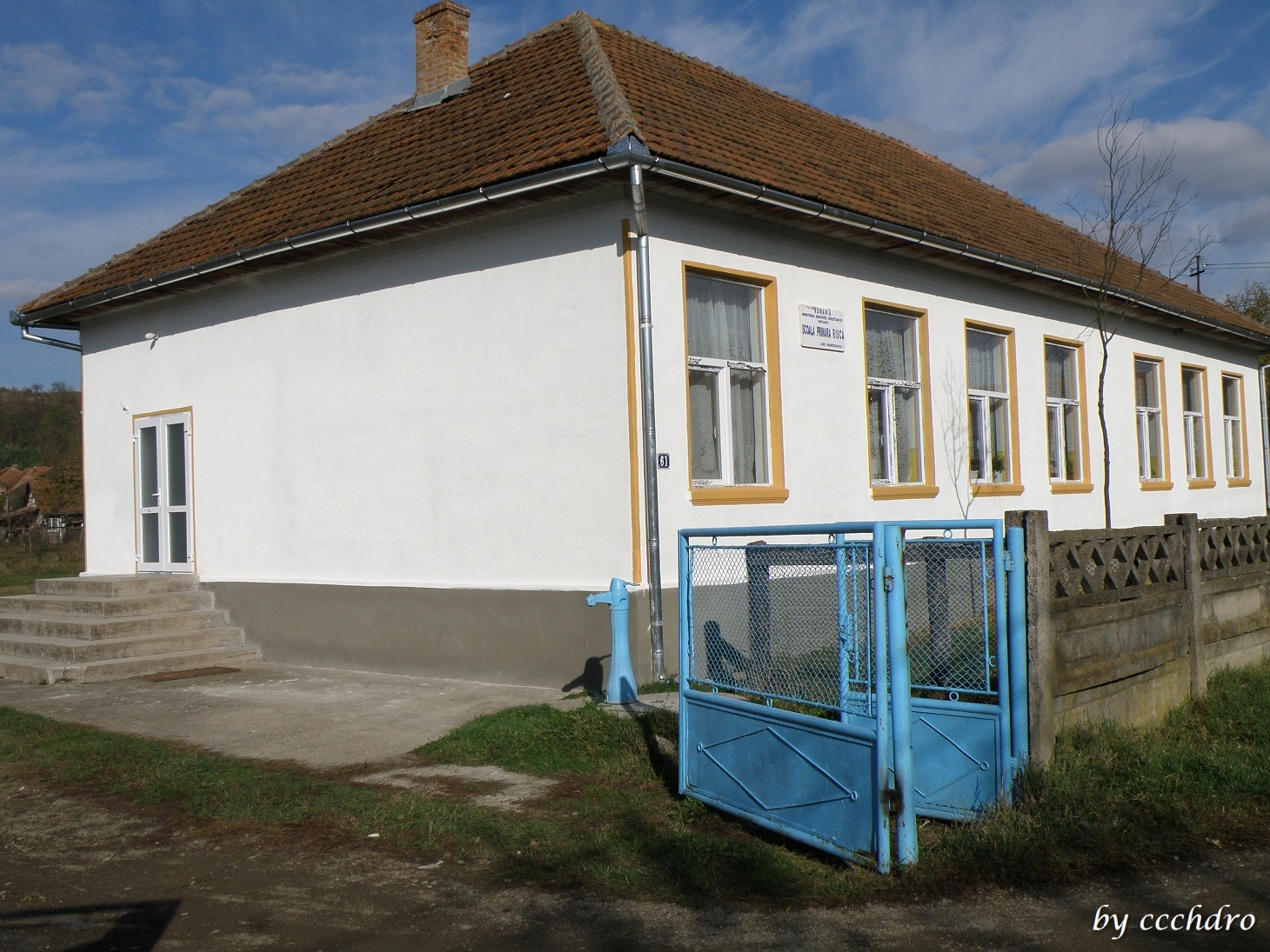
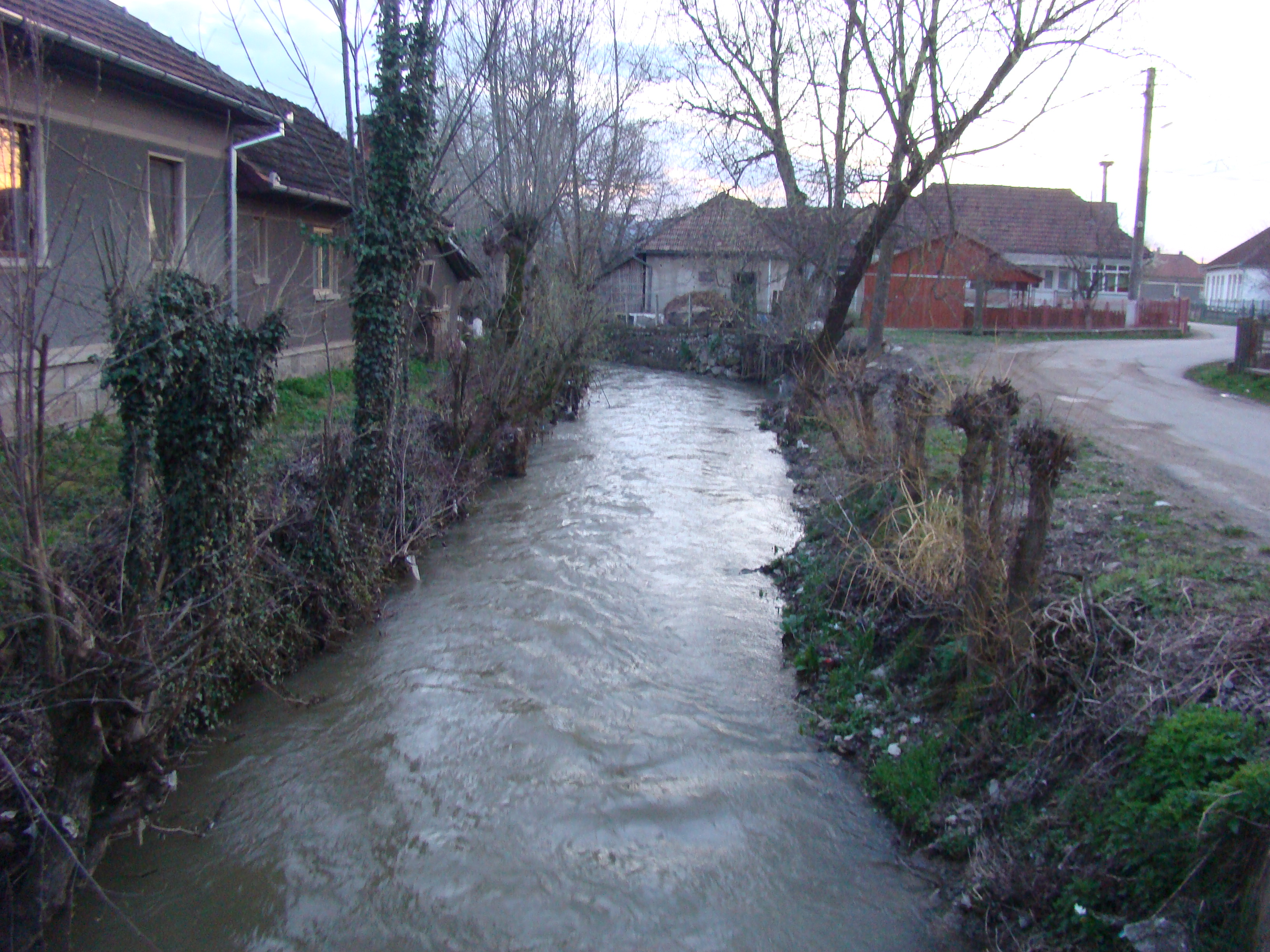
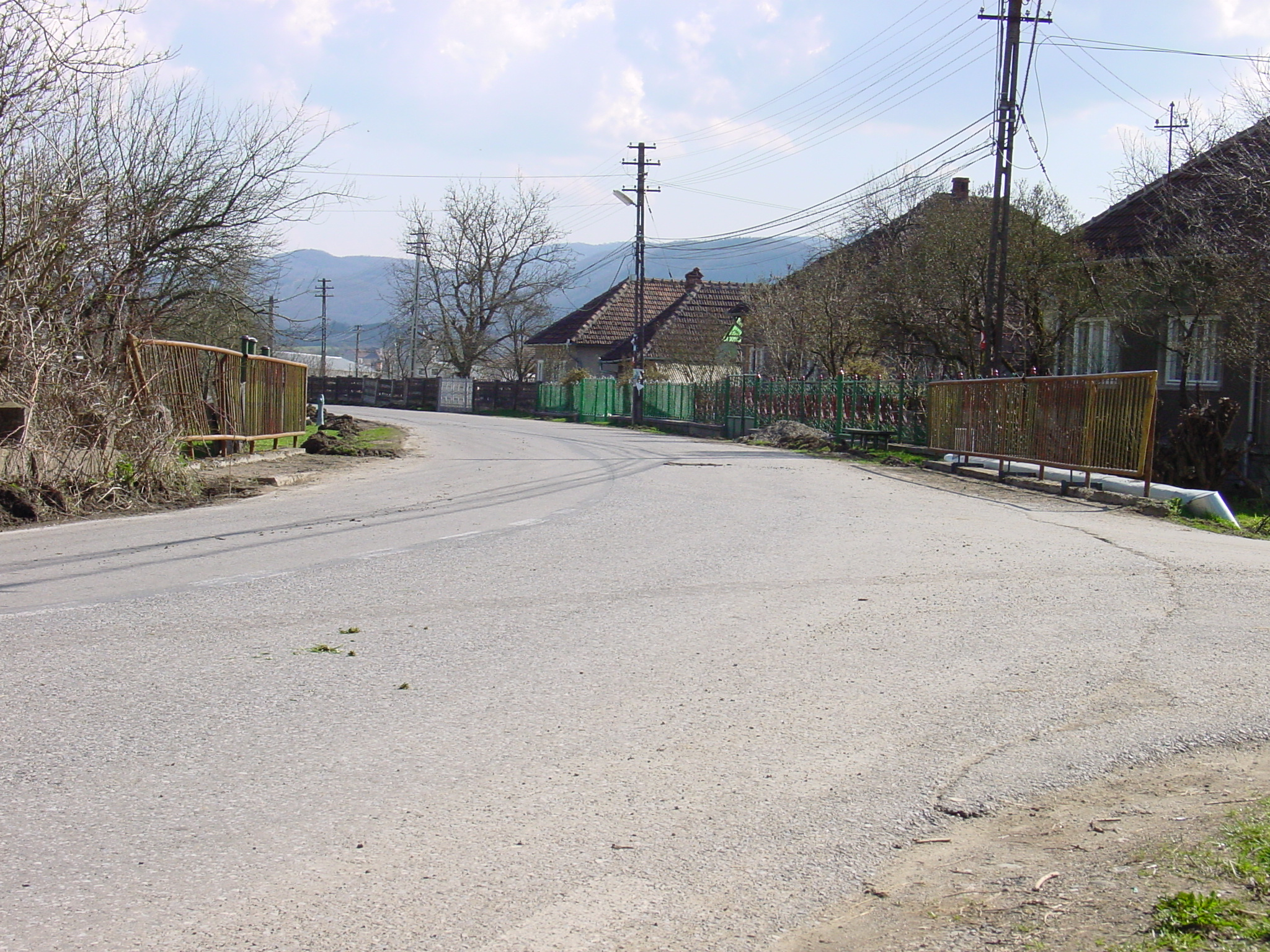